# Евдокия Комнина (дъщеря на Алексий I Комнин)
Вижте пояснителната страница за други личности с името Евдокия Комнина.
Евдокия Комнина Порфирогенита (на средногръцки: Εὐδοκία Κομνηνή) е византийска принцеса – дъщеря на император Алексий I Комнин.
Евдокия е родена на 14 януари 1094 г. в порфирната зала на императорския дворец в Константинопол. Тя е дъщеря на византийския император Алексий I Комнин и Ирина Дукина. Сестра е на византийския император Йоан II Комнин и на Анна Комнина. В своята Алексиада Анна Комнина споменава, че багренородна Евдокия е третата дъщеря на императорската двойка.
В хрониката си Йоан Зонара споменава, че Евдокия е омъжена за сина на протопроедъра Константин Ясит, чието име е Михаил. Двамата имат един син – Алексий Ясит, чието име е запазено в т.нар. Поменик на семейството на императрица Ирина Дукина, поместен в литургичния типик на манастира  Христос Филантроп. В хрониката на Йоан Зонара се споменава, че императрицата била подразнена от високомерното поведение на зет си, който не се отнасял към дъщеря ѝ подобаващо за една багренородна принцеса, и често наскърбявал самата императрица, поради което по време на едно боледуване на дъщеря ѝ императрица Ирина принудила Евдокия да се замонаши и изгонила съпруга ѝ от двореца. Замонашването на Евдокия се е случило преди 1116 г., откогато датира първата част на типика на манастира „Света Богородица Кехаритоменска“, написан от императрицата, която поверила на Евдокия манастирския устав и управлението на обителта.
В своята „Алексиада“ Анна Комнина отбелязва грижите, които Евдокия полага за баща си Алексий I на смъртния му одър.
Евдокия Комнина умира млада, като смъртта ѝ се отнася преди тази на брат ѝ Андроник, т.е. преди 1130 – 1131 г.